# ラウンドアバウト (曲)
ラウンドアバウト（Roundabout）は、1971年11月にリリースされたプログレッシブロックバンド、イエスの曲。4枚目のスタジオアルバム『こわれもの』収録。作詞はボーカリストのジョン・アンダーソン、作曲はギタリストのスティーヴ・ハウ、プロデュースはバンドとエディ・オフォード。
歌詞はツアー中のバンドがアバディーンからグラスゴーへ向かう途上で多くのラウンドアバウトを通った経験が元になっている。
1972年11月、シングルがアメリカでリリースされ（カップリングは「遥かなる想い出」）、Billboard Hot 100 13位、キャッシュボックス10位を記録した。
1973年、アンダーソンとハウはこの曲でBMIアウォードを受賞した。

## メディアでの使用
テレビアニメ「ジョジョの奇妙な冒険」1st seasonのエンディングテーマ曲として使用された。また同じく5th season(原作Part 6)最終話のエンディングテーマ曲としても使用された。これによって売り上げが20倍に伸びたという。「グランド・セフト・オートV」では次世代機版、PC版を追加したラジオでも使用されている。